# Feldspieler
Feldspieler sind Spieler einer Mannschaftssportart oder eines Parteienspiels. Der Begriff „Feldspieler“ dient beim Mannschaftssport zur Unterscheidung zwischen dem Torhüter und den anderen Spielern, die sich frei im Feld bewegen. Deshalb wird der Begriff in Sportarten mit festen Torhütern wie Fußball oder Handball verwendet. Feldspieler haben hier die Aufgabe, für ihre Mannschaft Punkte zu erzielen, und sollen Punkte der gegnerischen Mannschaft verhindern.
In Parteienspielen wird zwischen Burg- und Feldspielern unterschieden. Das Punktesammeln kommt hier vornehmlich den Burgspielern zu.
Zwischen den verschiedenen Sportarten gibt es auch Unterschiede. Im Fußball haben die Feldspieler unterschiedliche Aufgaben, z. B. sollen die Stürmer Tore schießen, während die Abwehrspieler hauptsächlich den gegnerischen Angreifern den Ball abnehmen und wieder nach vorne bringen sollen.
Im Handball dagegen haben alle sechs Feldspieler dieselbe Aufgabe, z. B. stehen alle in der Abwehr, wenn die gegnerische Mannschaft in Ballbesitz ist.
Feldspieler müssen sich im Vergleich zu Torwarten an mehr Regeln halten. So dürfen sie den Ball nur mit bestimmten Körperteilen berühren oder können nur eine bestimmte Anzahl an Schritten mit dem Ball laufen wie beim Handball.